# Světlušky (skauting)

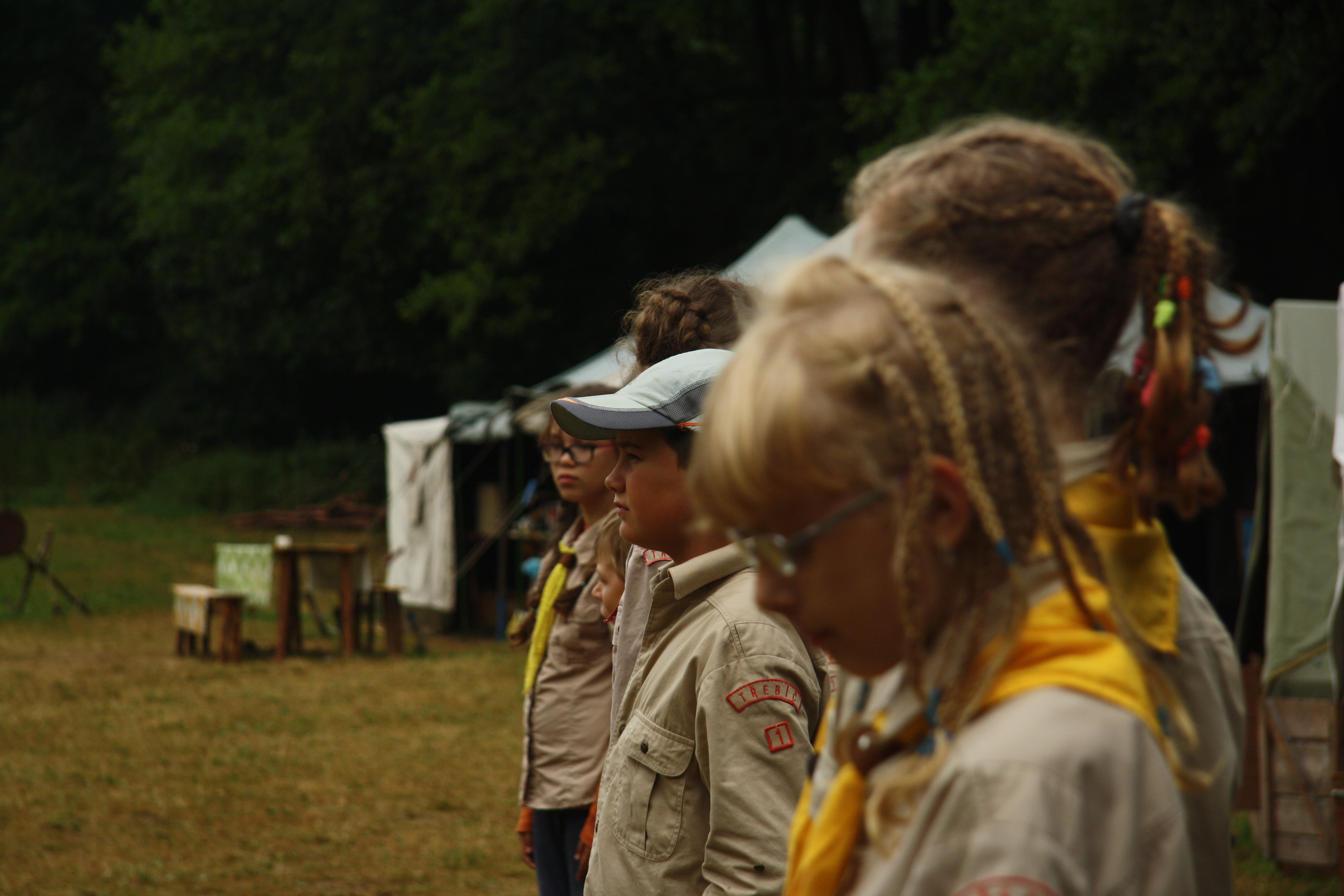
Světlušky na táboře

Světlušky jsou věková kategorie českých skautek ve věku 7-11 let. Název světlušky odkazuje na snahu přinášet radost a světlo svému okolí, pomáhat nalézt cestu. Světlušky vodních skautů se nazývají žabičky.
Jako symbolický rámec se donedávna využíval motiv Broučků Jana Karafiáta, nyní se nově začíná pracovat s příběhem Kouzelná Lucerna od Radka Kučery.
Oddíl světlušek se nazývá roj, družiny jsou šestky.
Pro světlušky a vlčata vydává Junák časopis Světýlko. Základní dovednosti rozvíjí světlušky pomocí plnění tzv. cestiček (stezek). Spolu s vlčaty soutěží v různorodých skautských disciplínách na Závodě vlčat a světlušek.

## Historie
V Anglii byly světlušky založeny několik let po založení skautské organizace pod názvem rosebuds (růžová poupátka). Toto pojmenování se nicméně neujalo a později byly světlušky přejmenovány na brownies (skřítci). Ve vedení anglických světlušek se angažovala sestra zakladatele skautingu Roberta Baden-Powella Agnes Baden-Powellová, později i jeho žena Olave. S rozšiřováním skautského hnutí do dalších zemí se rozšířily postupně i světlušky.

## Zákon, heslo a slib
Zákon světlušek
- mluví pravdu,

- dodržuje pravidla,

- pomáhá druhým,

- překonává samo/sama sebe,

- pečuje o sebe a své okolí.

Heslo světlušek
Konej dobro.
Příkaz světlušek
Buď lepší dnes než včera!
Slib světlušek
Slibuji, že se budu snažit chovat podle zákona světlušek/žabiček a spolu s ostatními hledat nejvyšší Pravdu a Lásku. (Dobrovolný dodatek: K tomu mi dopomáhej Bůh.)

## Kroj
Kroj světlušek v ČR se od základní podoby skautského kroje liší v několika detailech. Ke kroji nosí světlušky žlutý šátek a žlutou šňůrku. Slibový odznak je ve tvaru jetelového trojlístku. Odborky (světýlka) mají podobu trojúhelníkových nášivek na rukávu.